# Elbląg Miasto
Elbląg Miasto – nieistniejąca stacja kolejowa w Elblągu, w województwie warmińsko-mazurskim, w Polsce.
Tory prowadzące do stacji zostały wybudowane na przełomie XIX i XX wieku. Budynek dworca wzniesiono w 1889 roku. 
W 1958 roku na linii zawieszono ruch pasażerski, przez stację jednak nadal jeździły składy towarowe. 
W związku z wybudowaniem w latach 1975–1982 obwodnicy kolejowej Elbląga, w 1982 roku linię przez centrum miasta zlikwidowano i rozebrano tory, a budynek dworca przebudowano około lat 60. XX wieku na blok mieszkalny i zakwaterowano w nim pracowników PKP. Budynek istnieje do dziś.